# 성소수자 편견

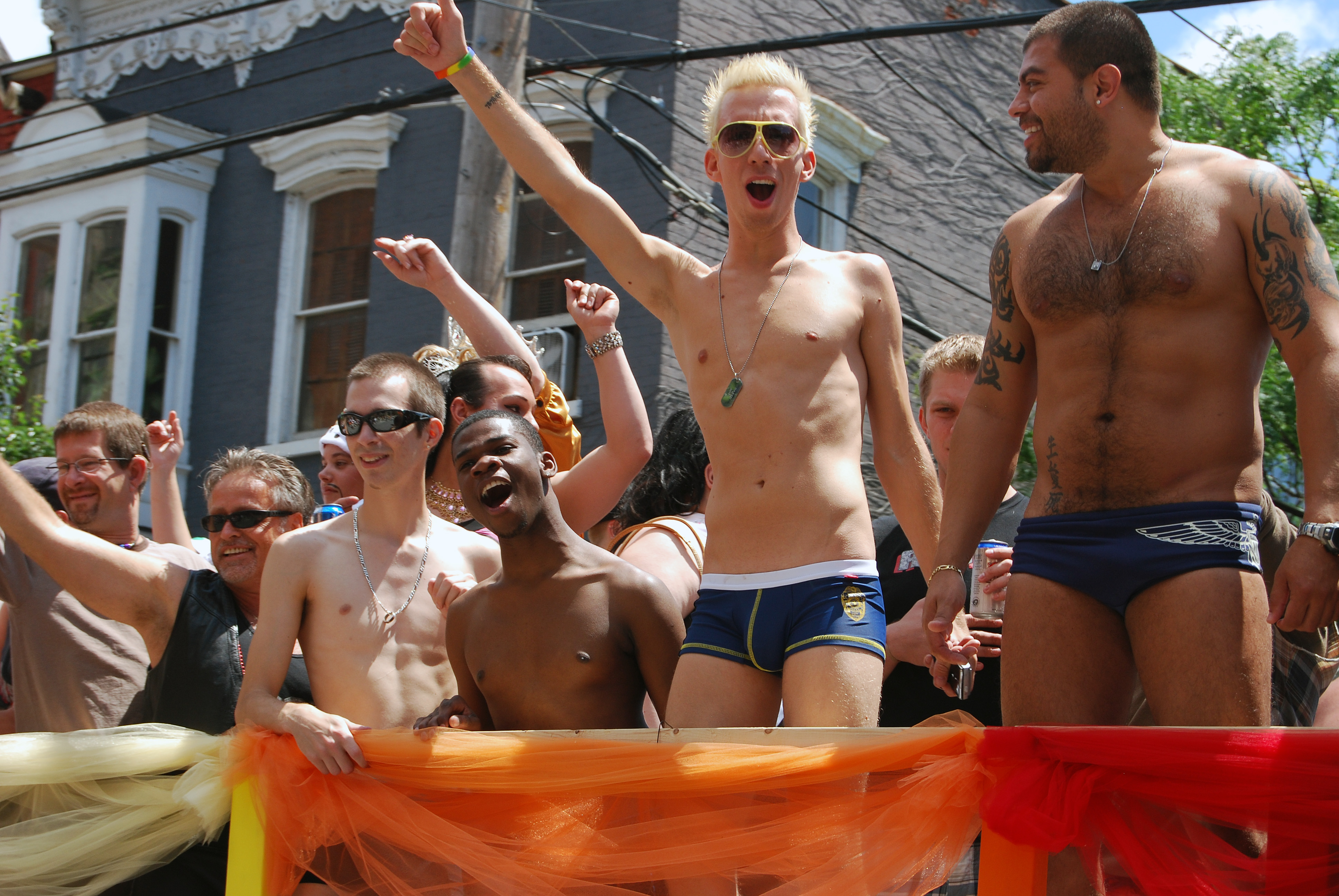

성소수자에 대한 편견이란 성소수자에 대한 사회적인 오해나 차별, 편견 등을 말한다. 동성애자들에게 가해지는 경우에는 주로 호모포비아(영어:homophobia)라고도 한다. 성소수자에 대한 인권 문제로 떠오르자 성소수자에 대한 편견과 관련된 캠페인도 펼쳐지고 있다.

## 원인
기독교나 이슬람교 근본주의 등 종교적 신념으로 인해서 편견을 가지게 되거나 극우나 민족주의, 파시즘 등의 전체주의나 집단주의적인 사고가 주요 원인이다. 그 외에도 성소수자에 대해서 잘 알고 있지 않은 경우의 오해로 인해 일어나기도 한다.

## 관련 사례
대한민국의 군형법 중에도 성소수자에 대한 부정적으로 편향된 관점이 들어 있는 군형법상 추행죄 조항이 있어서 이 조항들을 폐지하려 할 때 찬성과 반대 사이에서 여러 가지 논란이 생기기도 하였으며, 성소수자들이 직장에서의 성희롱, 성소수자 학생들의 인권 침해와 성범죄 등의 문제점이 발생하고 있다.

## 같이 보기
- 이성애 규범성
- 이성애적 성차별
- 성소수자에 대한 폭력